# Copa J. League 2014
La Copa J. League 2014, también conocida como Copa Yamazaki Nabisco 2014 por motivos de patrocinio, fue la 39.ª edición de la Copa de la Liga de Japón y la 22.ª edición bajo el actual formato.
El campeón fue Gamba Osaka, tras vencer en la final a Sanfrecce Hiroshima. Por lo mismo, disputó la Copa Suruga Bank 2015 ante River Plate de Argentina, campeón de la Copa Sudamericana 2014.

## Formato de competición
La reglamentación principal se anunció el 17 de diciembre de 2013, junto con una variante en la fase de grupos el 31 de enero del 2014. Básicamente, se ha seguido la regulación del año anterior.
- Formaron parte del torneo los 18 equipos que participaron de la J. League Division 1 2014. Los recientemente ascendidos Gamba Osaka y Vissel Kobe retornaron a la competición después de dos años, mientras que para Tokushima Vortis fue la primera aparición en su historia.
  - Sanfrecce Hiroshima, Yokohama F. Marinos, Kawasaki Frontale y Cerezo Osaka, clasificados para la Liga de Campeones de la AFC 2014, estuvieron exentos de participar en la fase de grupos e ingresaron directamente a cuartos de final.
- Fase de grupos: se fijó el 19 de marzo para el inicio de la participación de los restante 14 equipos, que fueron divididos en dos grupos de siete clubes cada uno. De esta manera, cada cuadro debió disputar seis juegos y quedar libre en alguna de las siete jornadas.
  - Grupo A: Vegalta Sendai, Kashima Antlers, F.C. Tokyo, Shimizu S-Pulse, Gamba Osaka, Vissel Kobe y Sagan Tosu.
  - Grupo B: Urawa Red Diamonds, Omiya Ardija, Kashiwa Reysol, Ventforet Kofu, Albirex Niigata, Nagoya Grampus y Tokushima Vortis.
  - Para determinar el orden de clasificación de los equipos se utilizó el siguiente criterio:

1. Puntos obtenidos.
2. Diferencia de goles.
3. Goles a favor.
4. Resultado entre los equipos en cuestión.
5. Cantidad de faltas cometidas.
6. Sorteo.
Los dos mejores de cada grupo a la fase final.
- Fase final: se llevó a cabo entre los cuatro clubes provenientes de la primera fase junto con Sanfrecce Hiroshima, Yokohama F. Marinos, Kawasaki Frontale y Cerezo Osaka.
  - En cuartos de final y semifinales se enfrentaron en serie de dos partidos, a ida y vuelta. En caso de igualdad en el total de goles, se aplicaría la regla del gol de visitante y si aún persistía el empate se realizaría una prórroga, en donde ya no tendrían valor los goles fuera de casa. De continuar la igualdad en el marcador global, se realizaría una tanda de penales.
  - La final se jugó a un solo partido. En caso de empate en los 90 minutos se haría una prórroga; si aún persistía la igualdad se ejecutaría una tanda de penales.

## Calendario
Como de costumbre, el horario se organiza en el centro de la liga local, entre el día miércoles, para dar un equilibrio con la Copa Mundial de Fútbol y su período de preparación. Con el fin de terminar la fase de grupos a principios de junio, desde la fecha 4 hasta la fecha 7 se ha decidido introducir los encuentros en un nuevo horario para hacer cuatro partidos en 12 días a partir del 21 de mayo, momento en que la liga japonesa entra en el período de receso hasta el 1 de junio. El calendario definitivo del torneo y la final se han fijado para que no se superpongan con las jornadas de los campeonatos de la AFC.
En cuanto a la final, no se puede utilizar el Estadio Olímpico de Tokio -sede oficial de las finales hasta el año pasado- debido a que entró en etapa de demolición y a que será renovado para los Juegos Olímpicos del 2020. Aunque el lugar también estaba indeciso, el 18 de marzo de 2014 se anunció que la final se celebrará en el Estadio Saitama 2002.
| Etapa          | Ronda            | Ida                     | Vuelta                  | Observaciones                                                                             |
| -------------- | ---------------- | ----------------------- | ----------------------- | ----------------------------------------------------------------------------------------- |
| Fase de grupos | Fecha 1          | 19 de marzo de 2014     | 19 de marzo de 2014     | Libres: Sagan Tosu (Grupo A) y Omiya Ardija (Grupo B)                                     |
| Fase de grupos | Fecha 2          | 2 de abril de 2014      | 2 de abril de 2014      | Libres: Vissel Kobe (Grupo A) y Tokushima Vortis (Grupo B)                                |
| Fase de grupos | Fecha 3          | 16 de abril de 2014     | 16 de abril de 2014     | Libres: Shimizu S-Pulse (Grupo A) y Nagoya Grampus (Grupo B)                              |
| Fase de grupos | Fecha 4          | 21 de mayo de 2014      | 21 de mayo de 2014      | Libres: Vegalta Sendai (Grupo A) y Urawa Red Diamonds (Grupo B)                           |
| Fase de grupos | Fecha 5          | 24 de mayo de 2014      | 24 de mayo de 2014      | Libres: Kashima Antlers (Grupo A) y Kashiwa Reysol (Grupo B)                              |
| Fase de grupos | Fecha 6          | 28 de mayo de 2014      | 28 de mayo de 2014      | Libres: F.C. Tokyo (Grupo A) y Albirex Niigata (Grupo B)                                  |
| Fase de grupos | Fecha 7          | 1 de junio de 2014      | 1 de junio de 2014      | Libres: Gamba Osaka (Grupo A) y Ventforet Kofu (Grupo B)                                  |
| Fase final     | Cuartos de final | 3 de septiembre de 2014 | 7 de septiembre de 2014 | Inicio de participación de los equipos clasificados a la Liga de Campeones de la AFC 2014 |
| Fase final     | Semifinales      | 9 de octubre de 2014    | 12 de octubre de 2014   | Participación de los ganadores de los cuartos de final                                    |
| Fase final     | Final            | 8 de noviembre de 2014  | 8 de noviembre de 2014  | Participación de los ganadores de las semifinales                                         |

## Fase de grupos

### Grupo A
| Equipo          | Pts | PJ | PG | PE | PP | GF | GC | DG |
| --------------- | --- | -- | -- | -- | -- | -- | -- | -- |
| Gamba Osaka     | 12  | 6  | 4  | 0  | 2  | 9  | 4  | +5 |
| Vissel Kobe     | 12  | 6  | 4  | 0  | 2  | 10 | 9  | +1 |
| Sagan Tosu      | 9   | 6  | 3  | 0  | 3  | 9  | 8  | +1 |
| Kashima Antlers | 9   | 6  | 3  | 0  | 3  | 10 | 10 | 0  |
| Shimizu S-Pulse | 9   | 6  | 3  | 0  | 3  | 9  | 9  | 0  |
| F.C. Tokyo      | 7   | 6  | 2  | 1  | 3  | 10 | 10 | 0  |
| Vegalta Sendai  | 4   | 6  | 1  | 1  | 4  | 4  | 11 | -7 |

| \| Fecha \| Lugar \| Local \| Resultado \| Visitante \| \| ----------- \| -------- \| --------------- \| --------- \| --------------- \| \| 19 de marzo \| Chōfu \| F.C. Tokyo \| 3:1 \| Kashima Antlers \| \| 19 de marzo \| Suita \| Gamba Osaka \| 2:0 \| Vissel Kobe \| \| 19 de marzo \| Shizuoka \| Shimizu S-Pulse \| 4:0 \| Vegalta Sendai \| \| 2 de abril \| Kashima \| Kashima Antlers \| 3:1 \| Sagan Tosu \| \| 2 de abril \| Sendai \| Vegalta Sendai \| 1:1 \| F.C. Tokyo \| \| 2 de abril \| Shizuoka \| Shimizu S-Pulse \| 1:0 \| Gamba Osaka \| \| 16 de abril \| Tosu \| Sagan Tosu \| 0:2 \| Gamba Osaka \| \| 16 de abril \| Sendai \| Vegalta Sendai \| 1:2 \| Kashima Antlers \| \| 16 de abril \| Kōbe \| Vissel Kobe \| 0:3 \| F.C. Tokyo \| \| 21 de mayo \| Chōfu \| F.C. Tokyo \| 2:3 \| Shimizu S-Pulse \| \| 21 de mayo \| Suita \| Gamba Osaka \| 2:1 \| Kashima Antlers \| \| 21 de mayo \| Kōbe \| Vissel Kobe \| 3:2 \| Sagan Tosu \| \| 24 de mayo \| Shizuoka \| Shimizu S-Pulse \| 1:2 \| Vissel Kobe \| \| 24 de mayo \| Saga \| Sagan Tosu \| 2:0 \| Vegalta Sendai \| \| 24 de mayo \| Suita \| Gamba Osaka \| 3:1 \| F.C. Tokyo \| \| 28 de mayo \| Kashima \| Kashima Antlers \| 0:3 \| Vissel Kobe \| \| 28 de mayo \| Saga \| Sagan Tosu \| 2:0 \| Shimizu S-Pulse \| \| 28 de mayo \| Sendai \| Vegalta Sendai \| 1:0 \| Gamba Osaka \| \| 1 de junio \| Kashima \| Kashima Antlers \| 3:0 \| Shimizu S-Pulse \| \| 1 de junio \| Kōbe \| Vissel Kobe \| 2:1 \| Vegalta Sendai \| \| 1 de junio \| Chōfu \| F.C. Tokyo \| 0:2 \| Sagan Tosu \| |          |                 |           |                 |
| Fecha | Lugar    | Local           | Resultado | Visitante       |
| 19 de marzo | Chōfu    | F.C. Tokyo      | 3:1       | Kashima Antlers |
| 19 de marzo | Suita    | Gamba Osaka     | 2:0       | Vissel Kobe     |
| 19 de marzo | Shizuoka | Shimizu S-Pulse | 4:0       | Vegalta Sendai  |
| 2 de abril | Kashima  | Kashima Antlers | 3:1       | Sagan Tosu      |
| 2 de abril | Sendai   | Vegalta Sendai  | 1:1       | F.C. Tokyo      |
| 2 de abril | Shizuoka | Shimizu S-Pulse | 1:0       | Gamba Osaka     |
| 16 de abril | Tosu     | Sagan Tosu      | 0:2       | Gamba Osaka     |
| 16 de abril | Sendai   | Vegalta Sendai  | 1:2       | Kashima Antlers |
| 16 de abril | Kōbe     | Vissel Kobe     | 0:3       | F.C. Tokyo      |
| 21 de mayo | Chōfu    | F.C. Tokyo      | 2:3       | Shimizu S-Pulse |
| 21 de mayo | Suita    | Gamba Osaka     | 2:1       | Kashima Antlers |
| 21 de mayo | Kōbe     | Vissel Kobe     | 3:2       | Sagan Tosu      |
| 24 de mayo | Shizuoka | Shimizu S-Pulse | 1:2       | Vissel Kobe     |
| 24 de mayo | Saga     | Sagan Tosu      | 2:0       | Vegalta Sendai  |
| 24 de mayo | Suita    | Gamba Osaka     | 3:1       | F.C. Tokyo      |
| 28 de mayo | Kashima  | Kashima Antlers | 0:3       | Vissel Kobe     |
| 28 de mayo | Saga     | Sagan Tosu      | 2:0       | Shimizu S-Pulse |
| 28 de mayo | Sendai   | Vegalta Sendai  | 1:0       | Gamba Osaka     |
| 1 de junio | Kashima  | Kashima Antlers | 3:0       | Shimizu S-Pulse |
| 1 de junio | Kōbe     | Vissel Kobe     | 2:1       | Vegalta Sendai  |
| 1 de junio | Chōfu    | F.C. Tokyo      | 0:2       | Sagan Tosu      |

### Grupo B
| Equipo             | Pts | PJ | PG | PE | PP | GF | GC | DG  |
| ------------------ | --- | -- | -- | -- | -- | -- | -- | --- |
| Urawa Red Diamonds | 15  | 6  | 5  | 0  | 1  | 15 | 9  | +6  |
| Kashiwa Reysol     | 11  | 6  | 3  | 2  | 1  | 11 | 5  | +6  |
| Ventforet Kofu     | 10  | 6  | 3  | 1  | 2  | 10 | 5  | +5  |
| Nagoya Grampus     | 10  | 6  | 3  | 1  | 2  | 10 | 10 | 0   |
| Albirex Niigata    | 8   | 6  | 2  | 2  | 2  | 7  | 8  | -1  |
| Omiya Ardija       | 3   | 6  | 0  | 3  | 3  | 3  | 9  | -6  |
| Tokushima Vortis   | 1   | 6  | 0  | 1  | 5  | 8  | 18 | -10 |

| \| Fecha \| Lugar \| Local \| Resultado \| Visitante \| \| ----------- \| ------- \| ------------------ \| --------- \| ------------------ \| \| 19 de marzo \| Naruto \| Tokushima Vortis \| 1:3 \| Albirex Niigata \| \| 19 de marzo \| Kashiwa \| Kashiwa Reysol \| 2:1 \| Urawa Red Diamonds \| \| 19 de marzo \| Nagoya \| Nagoya Grampus \| 0:1 \| Ventforet Kofu \| \| 2 de abril \| Niigata \| Albirex Niigata \| 3:3 \| Nagoya Grampus \| \| 2 de abril \| Kōfu \| Ventforet Kofu \| 1:1 \| Kashiwa Reysol \| \| 2 de abril \| Saitama \| Urawa Red Diamonds \| 2:1 \| Omiya Ardija \| \| 16 de abril \| Niigata \| Albirex Niigata \| 1:0 \| Ventforet Kofu \| \| 16 de abril \| Saitama \| Omiya Ardija \| 1:1 \| Kashiwa Reysol \| \| 16 de abril \| Saitama \| Urawa Red Diamonds \| 4:3 \| Tokushima Vortis \| \| 21 de mayo \| Naruto \| Tokushima Vortis \| 1:4 \| Ventforet Kofu \| \| 21 de mayo \| Saitama \| Omiya Ardija \| 0:2 \| Nagoya Grampus \| \| 21 de mayo \| Kashiwa \| Kashiwa Reysol \| 3:0 \| Albirex Niigata \| \| 24 de mayo \| Niigata \| Albirex Niigata \| 0:1 \| Urawa Red Diamonds \| \| 24 de mayo \| Kōfu \| Ventforet Kofu \| 3:0 \| Omiya Ardija \| \| 24 de mayo \| Toyota \| Nagoya Grampus \| 2:1 \| Tokushima Vortis \| \| 28 de mayo \| Naruto \| Tokushima Vortis \| 1:1 \| Omiya Ardija \| \| 28 de mayo \| Kōfu \| Ventforet Kofu \| 1:2 \| Urawa Red Diamonds \| \| 28 de mayo \| Nagoya \| Nagoya Grampus \| 1:0 \| Kashiwa Reysol \| \| 1 de junio \| Saitama \| Omiya Ardija \| 0:0 \| Albirex Niigata \| \| 1 de junio \| Kashiwa \| Kashiwa Reysol \| 4:1 \| Tokushima Vortis \| \| 1 de junio \| Saitama \| Urawa Red Diamonds \| 5:2 \| Nagoya Grampus \| |         |                    |           |                    |
| Fecha | Lugar   | Local              | Resultado | Visitante          |
| 19 de marzo | Naruto  | Tokushima Vortis   | 1:3       | Albirex Niigata    |
| 19 de marzo | Kashiwa | Kashiwa Reysol     | 2:1       | Urawa Red Diamonds |
| 19 de marzo | Nagoya  | Nagoya Grampus     | 0:1       | Ventforet Kofu     |
| 2 de abril | Niigata | Albirex Niigata    | 3:3       | Nagoya Grampus     |
| 2 de abril | Kōfu    | Ventforet Kofu     | 1:1       | Kashiwa Reysol     |
| 2 de abril | Saitama | Urawa Red Diamonds | 2:1       | Omiya Ardija       |
| 16 de abril | Niigata | Albirex Niigata    | 1:0       | Ventforet Kofu     |
| 16 de abril | Saitama | Omiya Ardija       | 1:1       | Kashiwa Reysol     |
| 16 de abril | Saitama | Urawa Red Diamonds | 4:3       | Tokushima Vortis   |
| 21 de mayo | Naruto  | Tokushima Vortis   | 1:4       | Ventforet Kofu     |
| 21 de mayo | Saitama | Omiya Ardija       | 0:2       | Nagoya Grampus     |
| 21 de mayo | Kashiwa | Kashiwa Reysol     | 3:0       | Albirex Niigata    |
| 24 de mayo | Niigata | Albirex Niigata    | 0:1       | Urawa Red Diamonds |
| 24 de mayo | Kōfu    | Ventforet Kofu     | 3:0       | Omiya Ardija       |
| 24 de mayo | Toyota  | Nagoya Grampus     | 2:1       | Tokushima Vortis   |
| 28 de mayo | Naruto  | Tokushima Vortis   | 1:1       | Omiya Ardija       |
| 28 de mayo | Kōfu    | Ventforet Kofu     | 1:2       | Urawa Red Diamonds |
| 28 de mayo | Nagoya  | Nagoya Grampus     | 1:0       | Kashiwa Reysol     |
| 1 de junio | Saitama | Omiya Ardija       | 0:0       | Albirex Niigata    |
| 1 de junio | Kashiwa | Kashiwa Reysol     | 4:1       | Tokushima Vortis   |
| 1 de junio | Saitama | Urawa Red Diamonds | 5:2       | Nagoya Grampus     |

## Fase final

### Cuadro de desarrollo
En los cuartos de final, el equipo de arriba es el que jugó el partido de vuelta en condición de local. Sin embargo, al avanzar Sanfrecce Hiroshima a semifinales, se decidió alterar su llave y dicho conjunto jugó su partido de vuelta como visitante. Dicha decisión fue aprobada por el consejo el 19 de agosto de 2014.
|  | Cuartos de final        | Cuartos de final    | Cuartos de final    |   |                     | Semifinales       | Semifinales       | Semifinales       |  |                     | Final          | Final          |  |
|  | 3 y 7 de septiembre     | 3 y 7 de septiembre | 3 y 7 de septiembre |   |                     | 9 y 12 de octubre | 9 y 12 de octubre | 9 y 12 de octubre |  |                     | 8 de noviembre | 8 de noviembre |  |
|  |                         |                     |                     |   |                     |                   |                   |                   |  |                     |                |                |  |
|  |                         |                     |                     |   |                     |                   |                   |                   |  |                     |                |                |  |
|  | Urawa Red Diamonds      | 0                   | 2                   |   |                     |                   |                   |                   |  |                     |                |                |  |
|  | Urawa Red Diamonds      | 0                   | 2                   |   |                     |                   |                   |                   |  |                     |                |                |  |
|  | Sanfrecce Hiroshima (v) | 0                   | 2                   |   |                     |                   |                   |                   |  |                     |                |                |  |
|  | Sanfrecce Hiroshima (v) | 0                   | 2                   |   | Sanfrecce Hiroshima | 2                 | 1                 |                   |  |                     |                |                |  |
|  |                         |                     |                     |   | Sanfrecce Hiroshima | 2                 | 1                 |                   |  |                     |                |                |  |
|  |                         |                     | Kashiwa Reysol      | 0 | 2                   |                   |                   |                   |  |                     |                |                |  |
|  | Kashiwa Reysol          | 2                   | Kashiwa Reysol      | 0 | 2                   | 3                 |                   |                   |  |                     |                |                |  |
|  | Kashiwa Reysol          | 2                   |                     |   |                     |                   |                   |                   |  |                     |                |                |  |
|  | Yokohama F. Marinos     | 1                   | 1                   |   |                     |                   |                   |                   |  |                     |                |                |  |
|  | Yokohama F. Marinos     | 1                   | 1                   |   |                     |                   |                   |                   |  | Sanfrecce Hiroshima | 2              |                |  |
|  |                         |                     |                     |   |                     |                   |                   |                   |  | Sanfrecce Hiroshima | 2              |                |  |
|  |                         |                     | Gamba Osaka         | 3 |                     |                   |                   |                   |  |                     |                |                |  |
|  | Kawasaki Frontale       | 3                   | Gamba Osaka         | 3 | 2                   |                   |                   |                   |  |                     |                |                |  |
|  | Kawasaki Frontale       | 3                   |                     |   |                     |                   |                   |                   |  |                     |                |                |  |
|  | Cerezo Osaka            | 1                   | 3                   |   |                     |                   |                   |                   |  |                     |                |                |  |
|  | Cerezo Osaka            | 1                   | 3                   |   | Kawasaki Frontale   | 1                 | 3                 |                   |  |                     |                |                |  |
|  |                         |                     |                     |   | Kawasaki Frontale   | 1                 | 3                 |                   |  |                     |                |                |  |
|  |                         |                     | Gamba Osaka         | 3 | 2                   |                   |                   |                   |  |                     |                |                |  |
|  | Gamba Osaka             | 1                   | Gamba Osaka         | 3 | 2                   | 3                 |                   |                   |  |                     |                |                |  |
|  | Gamba Osaka             | 1                   |                     |   |                     |                   |                   |                   |  |                     |                |                |  |
|  | Vissel Kobe             | 1                   | 0                   |   |                     |                   |                   |                   |  |                     |                |                |  |
|  | Vissel Kobe             | 1                   | 0                   |   |                     |                   |                   |                   |  |                     |                |                |  |
|  |                         |                     |                     |   |                     |                   |                   |                   |  |                     |                |                |  |

- Los horarios de los partidos corresponden al huso horario de Japón: (UTC+9)

### Cuartos de final
| 3 de septiembre de 2014, 19:04 | Sanfrecce Hiroshima | 0:0     | Urawa Red Diamonds | Estadio del Gran Arco, Hiroshima                          |                                                           |
|                                |                     | Reporte |                    | Asistencia: 6.718 espectadores Árbitro(s): Yudai Yamamoto | Asistencia: 6.718 espectadores Árbitro(s): Yudai Yamamoto |

| 7 de septiembre de 2014, 18:00 | Urawa Red Diamonds   | 2:2 (1:1) | Sanfrecce Hiroshima    | Estadio Saitama 2002, Saitama                               |                                                             |
|                                | Abe 34' · Makino 71' | Reporte   | Notsuda 39' · Satō 48' | Asistencia: 17.645 espectadores Árbitro(s): Yoshirō Imamura | Asistencia: 17.645 espectadores Árbitro(s): Yoshirō Imamura |

| 3 de septiembre de 2014, 19:30 | Yokohama F. Marinos | 1:2 (0:0) | Kashiwa Reysol         | Estadio Mitsuzawa, Yokohama                            |                                                        |
|                                | Nakamachi 65'       | Reporte   | Leandro 63' · Kudō 74' | Asistencia: 6.237 espectadores Árbitro(s): Jumpei Iida | Asistencia: 6.237 espectadores Árbitro(s): Jumpei Iida |

| 7 de septiembre de 2014, 19:03 | Kashiwa Reysol                       | 3:1 (1:1) | Yokohama F. Marinos | Estadio Hitachi, Kashiwa                               |                                                        |
|                                | Kudō 31' · Leandro 64' · Eduardo 82' | Reporte   | Nakazawa 23'        | Asistencia: 8.087 espectadores Árbitro(s): Minoru Tōjō | Asistencia: 8.087 espectadores Árbitro(s): Minoru Tōjō |

| 3 de septiembre de 2014, 19:04 | Cerezo Osaka | 1:3 (1:1) | Kawasaki Frontale                          | Estadio Nagai, Osaka                                          |                                                               |
|                                | Minamino 33' | Reporte   | Ōshima 7' · Moriya 67' · Renato 71' (pen.) | Asistencia: 5.734 espectadores Árbitro(s): Hiroyoshi Takayama | Asistencia: 5.734 espectadores Árbitro(s): Hiroyoshi Takayama |

| 7 de septiembre de 2014, 19:03 | Kawasaki Frontale      | 2:3 (1:1) | Cerezo Osaka                       | Estadio Atlético Todoroki, Kawasaki                            |                                                                |
|                                | Renato 35' · Ōkubo 58' | Reporte   | Hasegawa 37', 75' · Minamino 90+1' | Asistencia: 11.168 espectadores Árbitro(s): Nobutsugu Murakami | Asistencia: 11.168 espectadores Árbitro(s): Nobutsugu Murakami |

| 3 de septiembre de 2014, 19:04 | Vissel Kobe    | 1:1 (0:1) | Gamba Osaka | Estadio Conmemorativo de la Universiada, Kōbe                  |                                                                |
|                                | Marquinhos 64' | Reporte   | Usami 11'   | Asistencia: 13.653 espectadores Árbitro(s): Nobutsugu Murakami | Asistencia: 13.653 espectadores Árbitro(s): Nobutsugu Murakami |

| 7 de septiembre de 2014, 18:03 | Gamba Osaka                     | 3:0 (2:0) | Vissel Kobe | Estadio de la Expo '70 de Osaka, Suita                         |                                                                |
|                                | Abe 2' · Usami 28' · Kurata 83' | Reporte   |             | Asistencia: 11.294 espectadores Árbitro(s): Toshimitsu Yoshida | Asistencia: 11.294 espectadores Árbitro(s): Toshimitsu Yoshida |

### Semifinales
| 9 de octubre de 2014, 19:03 | Sanfrecce Hiroshima | 2:0 (1:0) | Kashiwa Reysol | Estadio del Gran Arco, Hiroshima                              |                                                               |
|                             | Satō 41', 50'       | Reporte   |                | Asistencia: 5.516 espectadores Árbitro(s): Toshimitsu Yoshida | Asistencia: 5.516 espectadores Árbitro(s): Toshimitsu Yoshida |

| 12 de octubre de 2014, 16:00 | Kashiwa Reysol   | 2:1 (1:0) | Sanfrecce Hiroshima | Estadio Hitachi, Kashiwa                                  |                                                           |
|                              | Leandro 38', 51' | Reporte   | Ishihara 74'        | Asistencia: 9.010 espectadores Árbitro(s): Masaaki Iemoto | Asistencia: 9.010 espectadores Árbitro(s): Masaaki Iemoto |

| 9 de octubre de 2014, 19:00 | Gamba Osaka                           | 3:1 (2:0) | Kawasaki Frontale | Estadio de la Expo '70 de Osaka, Suita                 |                                                        |
|                             | Yonekura 16' · Usami 28' · Patric 49' | Reporte   | Tanaka 90+2'      | Asistencia: 5.482 espectadores Árbitro(s): Jumpei Iida | Asistencia: 5.482 espectadores Árbitro(s): Jumpei Iida |

| 12 de octubre de 2014, 16:03 | Kawasaki Frontale                  | 3:2 (2:2) | Gamba Osaka  | Estadio Atlético Todoroki, Kawasaki                     |                                                         |
|                              | Ōkubo 9' · Jeci 45+3' · Moriya 51' | Reporte   | Abe 42', 45' | Asistencia: 16.211 espectadores Árbitro(s): Minoru Tōjō | Asistencia: 16.211 espectadores Árbitro(s): Minoru Tōjō |

### Final
| 8 de noviembre de 2014, 13:10 | Sanfrecce Hiroshima  | 2:3 (2:1) | Gamba Osaka                 | Estadio Saitama 2002, Saitama                                |                                                              |
|                               | Satō 20' (pen.), 35' | Reporte   | Patric 38', 54' · Ōmori 71' | Asistencia: 38.126 espectadores Árbitro(s): Yūichi Nishimura | Asistencia: 38.126 espectadores Árbitro(s): Yūichi Nishimura |

#### Detalles
| 1          | Guardameta     | Takuto Hayashi    |     |
| 33         | Defensa        | Tsukasa Shiotani  |     |
| 5          | Defensa        | Kazuhiko Chiba    |     |
| 4          | Defensa        | Hiroki Mizumoto   |     |
| 18         | Centrocampista | Yoshifumi Kashiwa |     |
| 6          | Centrocampista | Toshihiro Aoyama  |     |
| 30         | Centrocampista | Kōsei Shibasaki   | 83' |
| 16         | Centrocampista | Satoru Yamagishi  | 72' |
| 9          | Centrocampista | Naoki Ishihara    |     |
| 10         | Centrocampista | Yōjirō Takahagi   |     |
| 11         | Delantero      | Hisato Satō       | 78' |
| Entrenador | Entrenador     | Hajime Moriyasu   |     |

| 1          | Guardameta     | Masaaki Higashiguchi |       |
| 14         | Defensa        | Kōki Yonekura        |       |
| 5          | Defensa        | Daiki Niwa           |       |
| 8          | Defensa        | Keisuke Iwashita     |       |
| 22         | Defensa        | Oh Jae-Suk           |       |
| 17         | Centrocampista | Tomokazu Myōjin      | 46'   |
| 15         | Centrocampista | Yasuyuki Konno       |       |
| 13         | Centrocampista | Hiroyuki Abe         | 90+3' |
| 7          | Centrocampista | Yasuhito Endō        |       |
| 39         | Delantero      | Takashi Usami        | 84'   |
| 29         | Delantero      | Patric               |       |
| Entrenador | Entrenador     | Kenta Hasegawa       |       |

| 27 | Centrocampista | Kōhei Shimizu   | 72' |
| 7  | Centrocampista | Kōji Morisaki   | 78' |
| 22 | Delantero      | Yūsuke Minagawa | 83' |

| 19 | Centrocampista | Kōtarō Ōmori | 46'   |
| 9  | Delantero      | Lins         | 84'   |
| 11 | Centrocampista | Shū Kurata   | 90+3' |

| Anotado · Penal | 20' | Hisato Satō | 1-0 |
| Anotado         | 35' | Hisato Satō | 2-0 |

| Anotado | 38' | Patric       | 2-1 |
| Anotado | 54' | Patric       | 2-2 |
| Anotado | 71' | Kōtarō Ōmori | 2-3 |

| Amonestado | 87' | Kazuhiko Chiba |

| Amonestado | 90+3' | Patric |

| Árbitro             | Yūichi Nishimura |
| Árbitros asistentes | Tōru Sagara      |
| Árbitros asistentes | Naoya Okawa      |
| Cuarto árbitro      | Takuto Okabe     |

| 1          | Guardameta     | Takuto Hayashi    |     |
| 33         | Defensa        | Tsukasa Shiotani  |     |
| 5          | Defensa        | Kazuhiko Chiba    |     |
| 4          | Defensa        | Hiroki Mizumoto   |     |
| 18         | Centrocampista | Yoshifumi Kashiwa |     |
| 6          | Centrocampista | Toshihiro Aoyama  |     |
| 30         | Centrocampista | Kōsei Shibasaki   | 83' |
| 16         | Centrocampista | Satoru Yamagishi  | 72' |
| 9          | Centrocampista | Naoki Ishihara    |     |
| 10         | Centrocampista | Yōjirō Takahagi   |     |
| 11         | Delantero      | Hisato Satō       | 78' |
| Entrenador | Entrenador     | Hajime Moriyasu   |     |

| 1          | Guardameta     | Masaaki Higashiguchi |       |
| 14         | Defensa        | Kōki Yonekura        |       |
| 5          | Defensa        | Daiki Niwa           |       |
| 8          | Defensa        | Keisuke Iwashita     |       |
| 22         | Defensa        | Oh Jae-Suk           |       |
| 17         | Centrocampista | Tomokazu Myōjin      | 46'   |
| 15         | Centrocampista | Yasuyuki Konno       |       |
| 13         | Centrocampista | Hiroyuki Abe         | 90+3' |
| 7          | Centrocampista | Yasuhito Endō        |       |
| 39         | Delantero      | Takashi Usami        | 84'   |
| 29         | Delantero      | Patric               |       |
| Entrenador | Entrenador     | Kenta Hasegawa       |       |

| 27 | Centrocampista | Kōhei Shimizu   | 72' |
| 7  | Centrocampista | Kōji Morisaki   | 78' |
| 22 | Delantero      | Yūsuke Minagawa | 83' |

| 19 | Centrocampista | Kōtarō Ōmori | 46'   |
| 9  | Delantero      | Lins         | 84'   |
| 11 | Centrocampista | Shū Kurata   | 90+3' |

| Anotado · Penal | 20' | Hisato Satō | 1-0 |
| Anotado         | 35' | Hisato Satō | 2-0 |

| Anotado | 38' | Patric       | 2-1 |
| Anotado | 54' | Patric       | 2-2 |
| Anotado | 71' | Kōtarō Ōmori | 2-3 |

| Amonestado | 87' | Kazuhiko Chiba |

| Amonestado | 90+3' | Patric |

| Árbitro             | Yūichi Nishimura |
| Árbitros asistentes | Tōru Sagara      |
| Árbitros asistentes | Naoya Okawa      |
| Cuarto árbitro      | Takuto Okabe     |

| Estadísticas       | Sanfrecce Hiroshima | Gamba Osaka |
| ------------------ | ------------------- | ----------- |
| Tiros              | 9                   | 9           |
| Tiros al arco      | 2                   | 7           |
| Faltas             | 15                  | 12          |
| Tiros de esquina   | 2                   | 7           |
| Penales            | 1                   | 0           |
| Fueras de juego    | 0                   | 1           |
| Posesión del balón | 44%                 | 56%         |

|                                |
| Bandera de Prefectura de Osaka |
| Campeón Gamba Osaka 2.º título |

## Estadísticas

### Goleadores
| Jugador                                   | Club                | Goles | PJ |
| ----------------------------------------- | ------------------- | ----- | -- |
| Leandro                                   | Kashiwa Reysol      | 6     | 10 |
| Cristiano                                 | Ventforet Kofu      | 6     | 5  |
| Takashi Usami                             | Gamba Osaka         | 5     | 7  |
| Hisato Satō                               | Sanfrecce Hiroshima | 5     | 5  |
| Masato Kudō                               | Kashiwa Reysol      | 4     | 10 |
| Edu                                       | F.C. Tokyo          | 4     | 5  |
| Milivoje Novakovič                        | Shimizu S-Pulse     | 4     | 5  |
| Tadanari Lee                              | Urawa Red Diamonds  | 3     | 8  |
| Última actualización: 29 de enero de 2016 |                     |       |    |

### Mejor Jugador
| Jugador | Club        |
| ------- | ----------- |
| Patric  | Gamba Osaka |

### Premio Nuevo Héroe
El Premio Nuevo Héroe es entregado al mejor jugador del torneo menor de 23 años.
| Jugador       | Club        |
| ------------- | ----------- |
| Takashi Usami | Gamba Osaka |